# Volkseigenes Gut

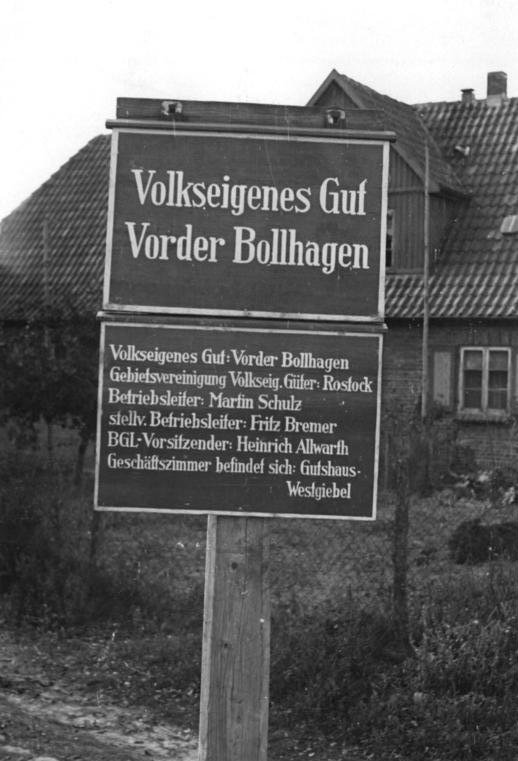
Eingang zum VEG Vorder Bollhagen

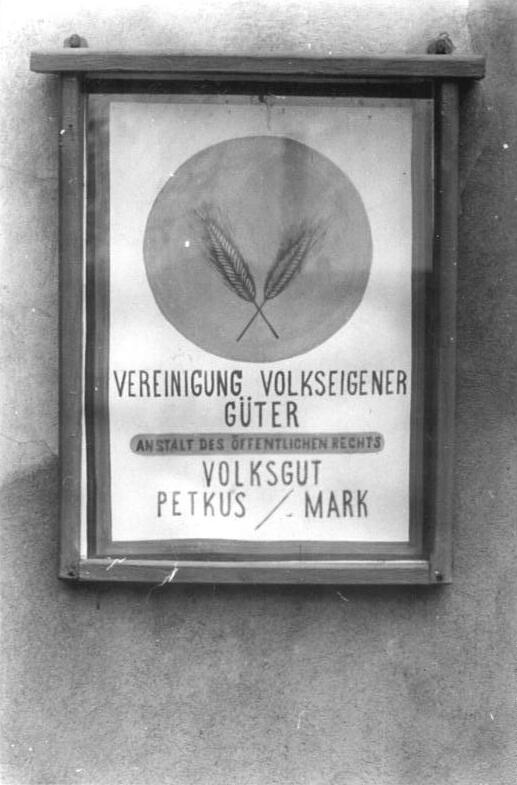
Das Schild des Volksgutes Petkus

Das volkseigene Gut (abgekürzt: VEG) in der DDR war ein Landwirtschaftsbetrieb in staatlichem Eigentum. Die VEG entstanden oftmals aus ehemaligen privaten landwirtschaftlichen Gütern oder Domänen als Ergebnis der im Potsdamer Abkommen 1945 beschlossenen Bodenreform durch entschädigungslose Enteignung der Besitzer oder durch Aufhebung langfristiger Pachtverträge. Bezeichnungen für solche Betriebe waren zuerst ab 1945 Staatsgut oder Provinzialgut (in der damaligen Provinz Sachsen), danach Landesgut und erst ab August 1949 Volksgut bzw. volkseigenes Gut. Das VEG entsprach dem Sowchos in der Sowjetunion. 
Jedes VEG war direkt in die staatliche Wirtschaftsplanung eingebunden. Sie waren entweder zentral (z. B. Deutsche Akademie der Landwirtschaftswissenschaften zu Berlin, VVB Saat- und Pflanzgut, VVB Tierzucht) oder regional (Gebietsvereinigung Volkseigener Betriebe / GVVG; Universitätsgüterdirektion, Güterdirektion der Länder bis 1952, der Bezirke ab 1952, einem Kreis bzw. einem Ort) unterstellt.
Ein volkseigenes Gut war Volkseigentum und landwirtschaftliches Gegenstück zum volkseigenen Betrieb (VEB). Geleitet wurden sie nach dem Prinzip der Einzelleitung durch einen Betriebsleiter, ab 1956 einen Direktor. Anders als bei den Landwirtschaftlichen Produktionsgenossenschaft (LPG) hielten die dort beschäftigten Landarbeiter keine Anteile am Betrieb. Die Vergütung der Arbeiter und Angestellten wurde durch den Rahmenkollektivvertrag (RKV) für volkseigene Güter und seine Anlagen geregelt.
Auf den VEG wurden anfangs vor allem Tier- und Pflanzenzucht sowie Saatgutvermehrung zur Bereitstellung für die gesamte Landwirtschaft betrieben.
Im Jahr 1960 bewirtschafteten die rund 690 VEG ca. 6,3 Prozent der landwirtschaftlichen Nutzfläche der DDR. Im Zuge der allgemeinen Konzentration und Spezialisierung im Agrarwesen sank deren Anzahl allerdings bis 1980 auf 385.
Auch im Bereich der volkseigenen Güter setzte wie bei den LPG ab Ende der 1960er Jahre eine politisch motivierte Trennung von Viehwirtschaft und Ackerbau ein. Es entstanden VEG Pflanzenproduktion (P) und VEG Tierproduktion (T). Diese wurden jedoch gleichzeitig zu größeren Einheiten zusammengeschlossen, so dass sich ihre Gesamtzahl von 511 im Jahr 1970 auf 385 im Jahr 1980 verringerte, aber bis 1985 wieder auf 465 stieg, während die von den VEG bewirtschaftete landwirtschaftliche Nutzfläche mit etwa 440.000 Hektar nahezu konstant blieb.
Den VEG kam im Vergleich zu den LPG oftmals eine bessere Versorgung zu, da sie als sogenannte Stützpunkte der bevorzugten Arbeiterklasse auf dem Lande fungierten. Sie sollten insbesondere in den 1950er und 1960er Jahren die Überlegenheit der „sozialistischen Produktionsweise“ unter Beweis stellen und auch später eine progressive Funktion einnehmen, der sie allerdings nicht immer gerecht werden konnten.
Nach der Wiedervereinigung 1990 wurde das Vermögen der VEG der Verwaltung durch die Treuhandanstalt überstellt.
In Polen entsprachen die „staatlichen landwirtschaftlichen Betriebe“ (Państwowe gospodarstwo rolne, PGR) dem VEG.